# Snack Bar Budapest
Pour plus de détails, voir Fiche technique et Distribution.
Snack Bar Budapest est une comédie noire italienne réalisé par Tinto Brass et sortie en 1988.
Il s'agit d'une adaptation de l'ouvrage homonyme de Marco Lodoli et Silvia Bre (it).

## Synopsis
Un avocat d'âge mûr, corrompu et radié, accompagne sa fiancée Milena dans une station balnéaire non spécifiée pour la faire avorter. Il y rencontre Molecola, un jeune homme de 17 ans à la tête d'une bande de prostituées et de rabatteurs qui ont l'intention de transformer le quartier en une sorte de Las Vegas italien.
Au départ, l'avocat soutient le projet ambitieux du jeune gangster, mais bientôt leur amitié se transforme en un jeu dangereux qui aboutira à une apocalypse de violence.

## Fiche technique
- Titre original : Snack Bar Budapest[1]
- Réalisateur : Tinto Brass
- Scénario : Tinto Brass d'après le roman homonyme de Marco Lodoli et Silvia Bre (it)
- Photographie : Alessio Gelsini Torresi (it)
- Montage : Tinto Brass
- Musique : Zucchero Fornaciari, David Sancious
- Décors : Paolo Biagetti (it)
- Effets spéciaux : Corridori Studio
- Costumes : Massimo Bettini
- Maquillage : Giovanni Rufini, Claudia Shone, Gabriella Trani
- Production : Giovanni Bertolucci, Galliano Juso (it), Massimo Ferrero
- Société de production : Reteitalia, San Francisco Film S.r.l., Metrofilm S.r.l.
- Pays de production :  Italie
- Langue originale : italien
- Format : Couleurs par Telecolor - 1,66:1 - Son Dolby
- Durée : 104 minutes
- Genre : Comédie érotique noire
- Dates de sortie :
  - Italie : 29 septembre 1988

## Distribution
- Giancarlo Giannini : l'avocat
- Philippe Léotard : Sapo
- François Négret : Molecola
- Raffaella Baracchi : Milena
- Sylvie Orcier : Carla
- Giorgio Tirabassi : Papera
- Cyril Aubin : Faffo
- Giuditta Del Vecchio : la barmaid
- Katalin Murany : Mère de la barmaid
- Carlo Monni : Le père de la barmaid
- Isabelle Mantero : La sœur de Carla
- Valentine Demy : Dollaro
- Lucia Prato : Cartolina
- Carmen Di Pietro : Curva
- Marcia Sedoc : Brasile
- Elena Cantarone : Prostituée
- Malisa Longo : Prostituée
- Alessandra Bonarota : Prostituée
- Elisabetta Lupetti : Prostituée
- Tiziana Del Poggio : Prostituée
- Sibilla De Conti : Prostituée
- Loredana Romito : Magasinier
- Tinto Brass : Juge
- Carla Cipriani : Fonctionnaire de la Cour
- Osiris Pevarello : Moine
- Vinicio Diamanti : L'homosexuel au cinéma

## Production
Il n'est pas fait mention de la station balnéaire qui sert de toile de fond au film, les plaques d'immatriculation de toutes les voitures portent les initiales TB (Tinto Brass), mais il s'agit bien d'Ostie, sur la côte romaine : le front de mer, certains bâtiments, les plaques de la Via delle Sirene (la rue est également nommée par l'un des personnages) et les dunes de Castel Porziano sont très reconnaissables.